# Futurama
Futurama er en animeret amerikansk tegnefilmsserie skabt af Matt Groening (der også skabte The Simpsons) og David X. Cohen (også forfatter på The Simpsons-serien). Serien handler om hovedpersonen Philip J. Fry og hans venners oplevelser som ansatte i den interplanetariske fragtvirksomhed Planet Express, i det 31. århundrede.
Futurama kørte oprindeligt i perioden fra 28. marts 1999 til 10. august 2003 på det amerikanske netværk Fox, hvorpå serien blev annulleret. Efter et højt dvd-salg og gode seertal på Adult Swim (en underkanal af Cartoon Network), valgte Fox at genoplive serien som fire dvd-film, som begyndte at udkomme i 2007. Den sidste udkom i februar 2009.
Samtidig med de nye film indgik Fox en aftale med Comedy Central, som fik kabelrettighederne til serien fra 2008, så de måtte sende filmene som fire episoder per film. Efter det høje dvdsalg af filmene valgte Fox og Comedy Central i juni 2009 at genoplive serien med yderlige 26 episoder, som begyndte visning i 2010. Serien sluttede den 4. september 2013 med syvende sæson  Hulu har bestilt en fornyelse af seriens med  20 nye episode til premiere i 2023 - med mulighed for yderligere serier.
I august 2003 udkom der også et spil, til PS2 og Xbox.

## Figurer og skuespillere
Philip J. Fry (Billy West)
Et pizzabud fra det 20. århundrede, som bliver frosset ned i 1000 år og vågner op i fremtiden. Fry er evertyrlysten og energisk. Desværre er intelligens ikke hans stærke side, men han formår alligevel nu og da at få nogle guldkorn med på vejen.
Seymour Asses, Frys hund (ingen voice actor)
Var Frys hund tilbage før han blev nedfrosset, Seymour er også anset af mange som omdrejningspunktet for seriens mest triste episode
Turanga Leela (Katey Sagal)
En enøjet kvinde som arbejder som fremtidsbestemmer indtil hun møder Fry, som overbeviser hende om at tage jobbet hos Farnworths Planet Express som kaptajn.
Bender Bending Rodríguez (John DiMaggio)
En kleptoman og fordrukken robot, som mest af alt tænker på sig selv, og ikke viger for at gøre det ondt for andre, hvis det er til fordel for ham selv. Det til trods, så har han mange svage punkter for bestemte dyr og mennesker.
Professor Hubert J. Farnsworth (Billy West)
En videnskabsmand og opfinder og skaberen af Planet Express. Han er Frys nevø over mange generationer. Han har ikke meget til overs for hvad der sker med hans besætning, og sender dem gerne ud på livsfarlige missioner. Han har over flere årtier haft en affære med Mom, ejeren og skaberen af MomCorp, en verdensomspændende virksomhed.
Hermes Conrad (Phil LaMarr)
En bureaukrat som ynder at gøre ting bureaukratisk. Han er ansat på Planet Express for at behandle alle de »kedelige« ting, som regnskaber, kontrakter og fortælle pårørende når nogen dør
Dr. John Zoidberg (Billy West)
Et klodset rumvæsen, som er Planet Express' egen doktor. Zoidberg er ikke bare en dårlig doktor, men også ensom, ludfattig, hjemløs og så spiser han skrald.
Amy Wong (Lauren Tom)
En rig ingeniørpraktikant fra Mars, hun er primært praktikant hos Planet Express fordi hun har den samme blodtype som Farnsworth. Hun er klodset og kommer ofte galt af sted. Hendes primære kærlighedsinteresse er Kif Kroker, selvom hun gennem tiden har været sammen med talrige karakterer i serien, inklusiv Fry.
Zapp Brannigan (Billy West)
Kaptajn på DOOPs største flagskib, Nimbus. Zapp Brannigan er en parodi af William Shatner og Captain Kirk. Brannigan udviser ofte fuldstændig irrelevans med det faktum at de fleste af hans missioner slår flere af hans egne ihjel end fjendens. Sandsynligvis fordi han ikke forstår hvad det er han laver. Brannigan var heldig nok til at få Turanga Leela til at have sex med ham, en ting som han ofte følger op på som tiden skrider frem.
Kif Kroker (Maurice LaMarche)
Løjtnant og Brannigans medhjælper. Han udviser ofte sin irritation med Brannigans inkompetence, og de mange nedværdigende opgaver, Brannigan giver ham. Kif opnår dog en affære med Amy Wong, hvor han har noget mere held, end Brannigan har med Leela.
Mom (Tress MacNeille)
Entreprenør, formand og ejer for MomCorp, som står for mange af Jordens fremtidige forretninger, især den indflydelsesrige underdel, Mom's Friendly Robot Company. Hun er ond og søger kun mere magt. Hendes tre sønner står ofte for skud for hendes vrede. Hun har tidligere været i affære med professor Farnsworth, såvel som hans ærkefjende, dr. Ogden Wernstrom.

## Plot
Hovedpersonen, pizzabuddet Phillip J. Fry, bliver ved en fejl kryonisk nedfrosset den 31. december 1999, og bliver først tøet op igen 1000 år senere. Her vågner Fry op i New New York City, der er opført på ruinerne af New York City, til en helt anderledes verden. Fry møder kyklopen Turanga Leela som arbejder i det laboratorium hvor Fry blev nedfrosset. Leela skal implantere en karrierechip i Frys hånd, men Fry bliver bange og stikker af. Fry begiver sig ud i New New York City, hvor han møder robotten Bender Bending Rodríguez (Bender). Fry opsøger sin fjerne efterkommer, professor Hubert J. Farnsworth, opfinder af sære apparater og ejer af fragtfirmaet Planet Express, der bringer pakker ud i hele galaksen. Fragtfirmaet er udgangspunkt for seriens rumeventyr.

## Afsnit
I seriens oprindelige første fire produktionssæsoner, blev der produceret 72 afsnit af ca. 22 minutters længde. I 2006 bestilte 20th Century Fox fire dvdfilm af længden ca. 88 minutter, som blev produceret med den intention at de skulle klippes op til 4 afsnit hver, som fik det totale nummer af afsnit op på 88.
26 nye afsnit blev bestilt i juni 2009, og bliver sendt på Comedy Central i 2010, hvilket giver Futurama en total på 114 afsnit.

## Ramme
Futuramas rammer er først og fremmest en ramme for satire. Serien finder primært sted i New New York i det 31. århundrede. New New York er bygget ovenpå ruinerne fra det nuværende New York City, eller som det er omtalt i serien, Old New York. New New York ligner en generisk form for fremtidsby, hvor alting bruger luftpuder.
I følge David X. Cohen er fremtiden i Futurama fyldt med fejl og teknologi der ofte bryder sammen. Det er væsentligt for Futurama at det minder om nutidens samfund, da de ellers ikke ville kunne bruge serien på at gøre grin med dagens emner.

## Produktion
Idéen til Futurama kom til Matt Groening i omtrent 1996. Hvortil han gik til David X. Cohen, som så arbejdet sammen på karakterne og placeringen for serien.
I april 1998, gik Matt Groening og David X. Cohen med serien til Fox. Fox krævede kreativ indsigt i materialet. Matt forsvarede sig med at sådan havde det ikke virket under The Simpsons, mens Fox argumenterede at sådan virkede tingene nu. Det var ikke sådan Groening gjorde forretning. Det endte dog med at Groening fik den uafhængighed som han krævede.

### Produktioncyklus
Et afsnit af Futurama tager mellem seks og ni måneder at producere. Denne lange produktionstid betød at mange afsnit var under produktion samtidigt.
Et afsnits produktion starter med at forfatterne sætter sig sammen og diskuterer mulige historier. Når nogle afsnittene er valgt, så sætter man specifikke forfattere på disse afsnit. Efter at have lavet et første udkast til et afsnit, så tager man det op med de andre forfattere, producere og skuespillere. I modsætning til andre serier, så handlede meget af arbejdet til Futurama som forfatter at genskrive inden det endeligt blev sendt til animation. Samtidigt med at dette forgik var det normalt at skuespillerne gik i gang med at indtale deres stemmer.
Groening hyrede Rough Draft Studios til at animere tegneserien, samme virksomhed som animerede The Simpsons. Først tegnede med et storyboard med cirka 100 billedere, derefter skaber man en animatic, som er en blyantstegnet simpel animationsvideo med stemmer og andre lydeffekter. Til sidst blev dette sendt til Rough Drafts Studios' afdeling i Korea, som tegnede de 30.000 stilbilleder krævet per afsnit.

### Annullering
Fox besluttede at annullere serien i 2002, pga. dårlige seertal. Groening mener dog at det også har noget at gøre med Foxs mangel på respekt for serien. Seriens fire produktionssæsoner blev til fem tv-sæsoner pga. Foxs skiftende sendetider af serien, ofte pga. sportsudsendelser eller lignende. Det var svært at forudsige hvornår et nyt afsnit ville blive sendt.

### Genudsendelse og fornyelse
Efter annulleringen kom serien på den amerikanske kabelkanal, Adult Swim (en underkanal til Cartoon Network), hvor serien fik en hel ny følge. Som resultat af de gode seertal og gode dvdsalg fra 2002 til 2005, 20th Century Fox besluttede sig for at forny Futurama som fire dvdfilm. Den første, Bender's Big Score, udkom 27. november 2007 i USA og i 28. marts 2008 i Europa og Danmark. Den sidste, Into the Wild Green Yonder, udkom 23. februar 2009 i Europa og Danmark.
Samtidigt med denne aftale, indgik Comedy Central en aftale med 20th Century Fox om rettighederne til at sende serien på kabeltv, hvilket betød at Adult Swim ikke længere kunne sende den. Udover det, så fik Comedy Central også rettighederne til de afsnit som de fire film ville blive klippet op i. Dvdsalget af de fire film overgik fuldstændigt Foxs forventninger, og i juni 2009, indgik Comedy Central og 20th Century Fox en aftale om at købe 26 nye episode af Futurama, som skulle sendes på Comedy Central en gang i 2010.
Den 14. juli annoncerede 20th Century Fox at forhandlingerne mellem skuespillerne og Fox var brudt sammen, og som resultat, så ville Fox hyre erstatningsskuespillere. Hele seancen viste sig at være et forhandlingstrick fra Foxs side, og skuespillerne havde den 30. juli en aftale på plads.